# Menaše (judský král)
Menaše (hebrejsky: מְנַשֶּׁה‎, Menaše), v českých překladech Bible přepisováno též jako Manase, Manases či Manasses, byl z Davidovské dynastie v pořadí třináctý král samostatného Judského království. Jeho jméno se vykládá jako „Působící zapomenutí“. První zmínka v Bibli o nositeli tohoto jména se týká Josefova syna Manasese. Dle názoru moderních historiků a archeologů král Menaše vládl asi v letech 698 př. n. l. až 642 př. n. l. Podle kroniky Davida Ganse by však jeho kralování mělo spadat do let 3228–3283 od stvoření světa neboli do rozmezí let 522–478 před naším letopočtem, což odpovídá 55 letům vlády, jak je uvedeno v Tanachu.
Menaše byl synem krále Chizkijáše a jeho ženy Chefsíbah. Na judský trůn v Jeruzalémě usedl ve svých 12 letech. Někteří biblisté zastávají názor, že zpočátku spoluvládl se svým otcem. Pokud by tomu tak bylo, pak by jeho odpadnutí od otcovy víry bylo nutno počítat až od doby, kdy jeho otec zemřel. Tanach totiž uvádí, že od počátku své samovlády v Judsku znovu zavádí nejen modlářství toho nejhrubšího zrna, ale v průběhu své vlády prolévá i mnoho nevinné krve. Talmud například uvádí, že proroka Izajáše nechal zaživa rozřezat pilou. Ze slov proroků, kteří jej kárali a varovali, si však nedělal žádnou hlavu jen do doby, kdy do Judeje vtrhlo asyrské vojsko a Menaše byl v poutech odveden do Babylónu. Tam „v nouzi prosil Hospodina, svého Boha, o shovívavost a hluboce se před Bohem svých otců pokořil.“ Když mu nakonec bylo dovoleno vrátit se zpět do Jeruzaléma, nechal odstranit z Chrámu a celého města veškeré modly a na sklonku své vlády se pokusil ve svém království o náboženskou reformu. Když ale zemřel a na judský trůn usedl jeho syn Amón, jím započatá reforma brzy skončila.
Jeho jméno je spojováno s apokryfní Modlitbou Manassesovou.